# 3M6 Trzmiel

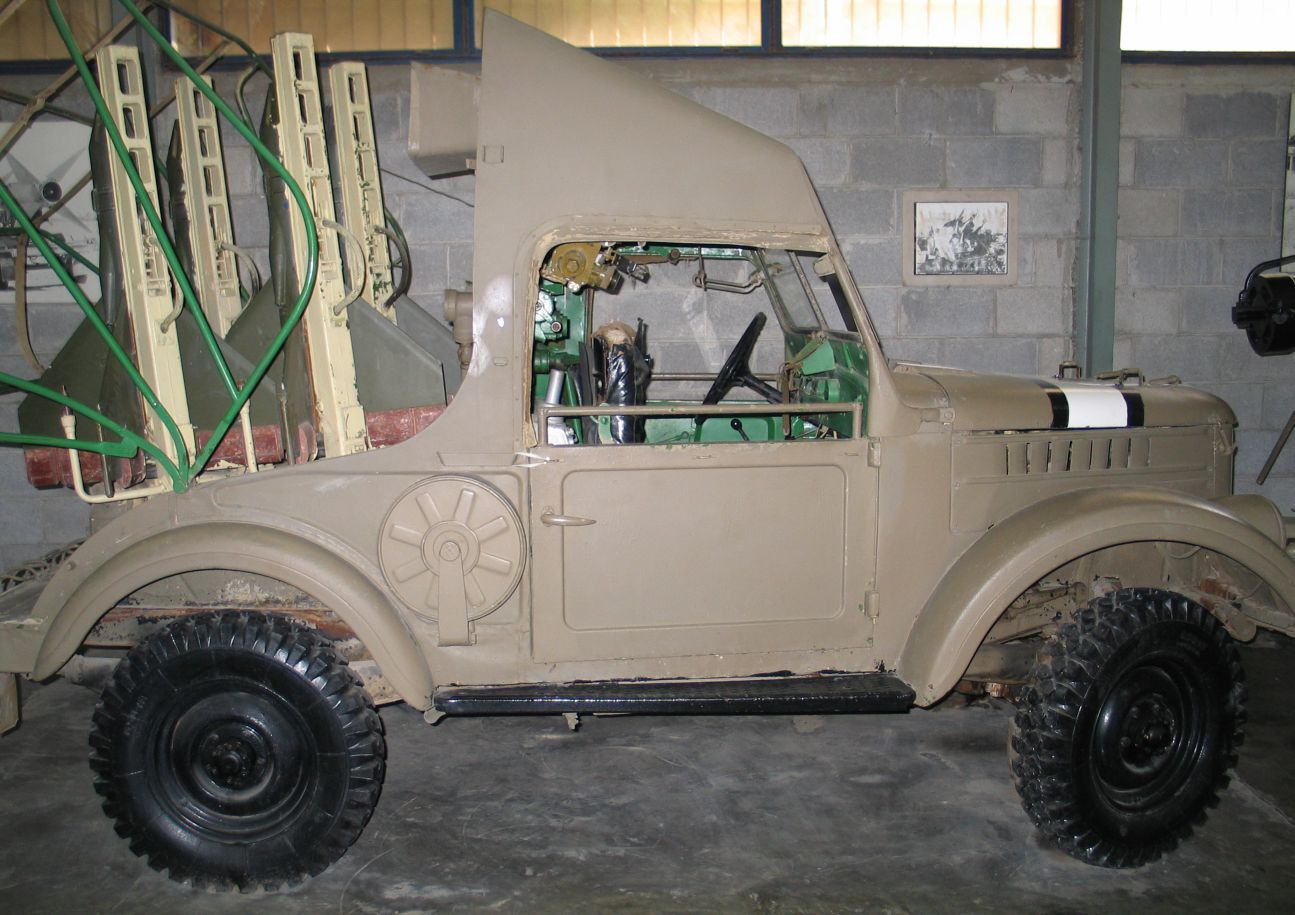
2K15 w Militärhistorisches Museum der Bundeswehr

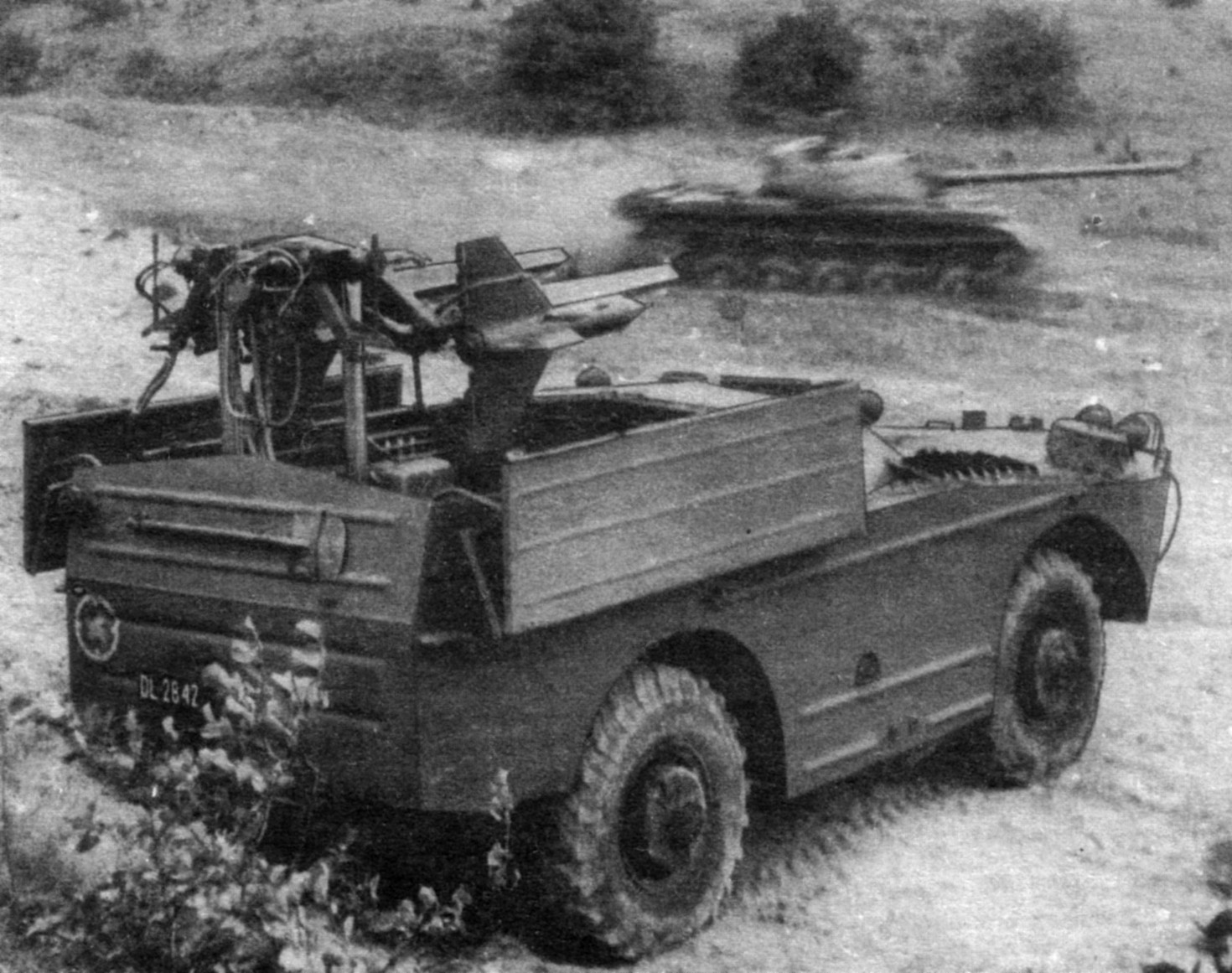
2K16

3M6 Trzmiel (ros. 3М6 «Шмель», kod NATO AT-1 Snapper) – pierwszy produkowany seryjnie radziecki przeciwpancerny pocisk kierowany.

## Historia konstrukcji
Trzmiel został skonstruowany przez zespół konstruktorów pracujących w KBM w Kołomnie. Zespołem kierował Siergiej Niepobiediemny. Pocisk 3M6 był wzorowany na niemieckich pociskach MBB Cobra i szwajcarskich Mosquito. Prace rozpoczęto w 1955 roku, a do uzbrojenia 3M6 został przyjęty w 1959 roku. Wprowadzenie do służby w jednostkach wojskowych nastąpiło na początku lat 60. XX w.
3M6 miał cylindryczny korpus, do którego przymocowane były cztery duże, trójkątne stateczniki. Do przedniej części kadłuba mocowana była głowica kumulacyjna. Wewnątrz kadłuba umieszczony był akumulator, dwie szpule z przewodami, oraz silnik startowy i marszowy. Stateczniki były wyposażone w interceptory, a dodatkowo na dwóch statecznikach były umieszczone smugacze.
Pocisk mógł być kierowany z pulpitu umieszczonego na wyrzutni, lub z wynośnego pulpitu umieszczonego nie dalej niż 30 m od wyrzutni. Oba pulpity były identyczne, różniły się tylko przyrządem obserwacyjnym. Pulpit mocowany na wyrzutni był wyposażony w lornetę peryskopową, pulpit wynośny w pryzmatyczną lornetkę polową zamocowana w specjalnym uchwycie. Na czołowej części pulpitu znajdował się włącznik zasilania, przełącznik pozwalający wybrać prowadnice, z której miał być odpalony pocisk, lampki sygnalizacyjne, oraz przyciski SPRAWDZENIE i START.
Po naciśnięciu umieszczonego na pulpicie przyciski START następował zapłon pirotechnicznych ogrzewaczy pokładowego źródła prądu pocisku. Po 2-3 s było ono gotowe pracy. Następowało wtedy uruchomienie żyroskopu i pokładowej aparatury kierowania pocisku. Jednocześnie z uruchomieniem aparatury następował zapłon silnika startowego. Rozpędzał on pocisk do prędkości ok. 100 m/s, która była następnie utrzymywana przez silnik marszowy. Przez pierwsze 600 m pocisk nie był kierowany, później operator mógł zmienić tor lotu pocisku przy pomocy umieszczonego na pulpicie drążka. Naprowadzanie było ręczne. Operator śledził pocisk (ułatwiały to smugacze na statecznikach) i przy pomocy joysticka starał się zgrać z sobą obrazy pocisku i celu (metoda trzech punktów). Sygnały kierujące były przesyłane do pocisku przy pomocy przewodów.
Zastosowana metoda naprowadzania wymagała od operatora dużych umiejętności. Pocisk leciał nisko nad ziemią, co przy dużej rozpiętości stateczników sprawiało, że nawet niewielki błąd operatora kończył się zawadzeniem o ziemię i rozbiciem pocisku. Niewielka wysokość lotu ułatwiała także zaczepianie przewodów o przeszkody naziemne, a w rezultacie często były one zrywane. Nawet w warunkach poligonowych, przy dobrze wyszkolonych operatorach, trafiało nie więcej niż 70% pocisków.
Pierwszym pojazdem uzbrojonym w rakiety 3M6 był pojazd oznaczony jako 2K15. Był to samochód GAZ-69, który za opancerzoną kabiną miał zamocowaną skierowana w tył czteroprowadnicową wyrzutnię 2P26. Później powstał nowocześniejszy 2K16. Był to BRDM-1 z trójprowadnicową wyrzutnią 2P27. Wyrzutnia w położeniu marszowym była ukryta w kadłubie i przykryta osłonami. W pozycji bojowej była podnoszona hydraulicznie. Przejście z położenia marszowego w bojowe zajmowało ok. 40 s. Ponieważ wyrzutnia nie była obracana na boki, strefa ognia była niewielka. Poza pociskami na wyrzutni 2K16 przewoził dodatkowe trzy ppk wewnątrz pojazdu.
Pomimo wad 3M6 były produkowane w dużych ilościach. Były także eksportowane, a wśród ich użytkowników znajdowało się między innymi Wojsko Polskie.
W Polsce używane były na samobieżnych wyrzutniach 2P27 na BRDM począwszy od końca 1963 roku w bateriach przeciwpancernych w dywizjach pancernych, zmechanizowanych i desantowej. Łącznie do 1966 roku zakupiono 72 wyrzutnie. Jedyne osiem wyrzutni 2P26 było używanych od 1965 roku w 6 Dywizji Powietrznodesantowej. ZSRR przekazał Polsce dokumentację na produkcję pocisków 3M6, które od 1965 do 1972 roku produkowano w zakładach Mesko. Już przed 1979 rokiem wyrzutnie 3M6 zostały jednak faktycznie wycofane ze stanu jednostek liniowych oraz rezerwowych jako przestarzałe, aczkolwiek składowano je do połowy lat 80.

## Dane taktyczno-techniczne
- Masa pocisku: 24,3 kg
- Średnica kadłuba: 136 mm
- Rozpiętość stateczników: 750 mm
- Długość: 1148
- Donośność:
  - minimalna: 600
  - maksymalna: 2000 m
- Prędkość: ok. 100 m/s
- Przebijalność pancerza: 300 mm

## Użytkownicy
Byli i obecni
- Afganistan
- Egipt
- Korea Północna
- Mongolia
- Rumunia
- Syria
- Węgry
- Bułgaria
- Cypr
- Czechosłowacja

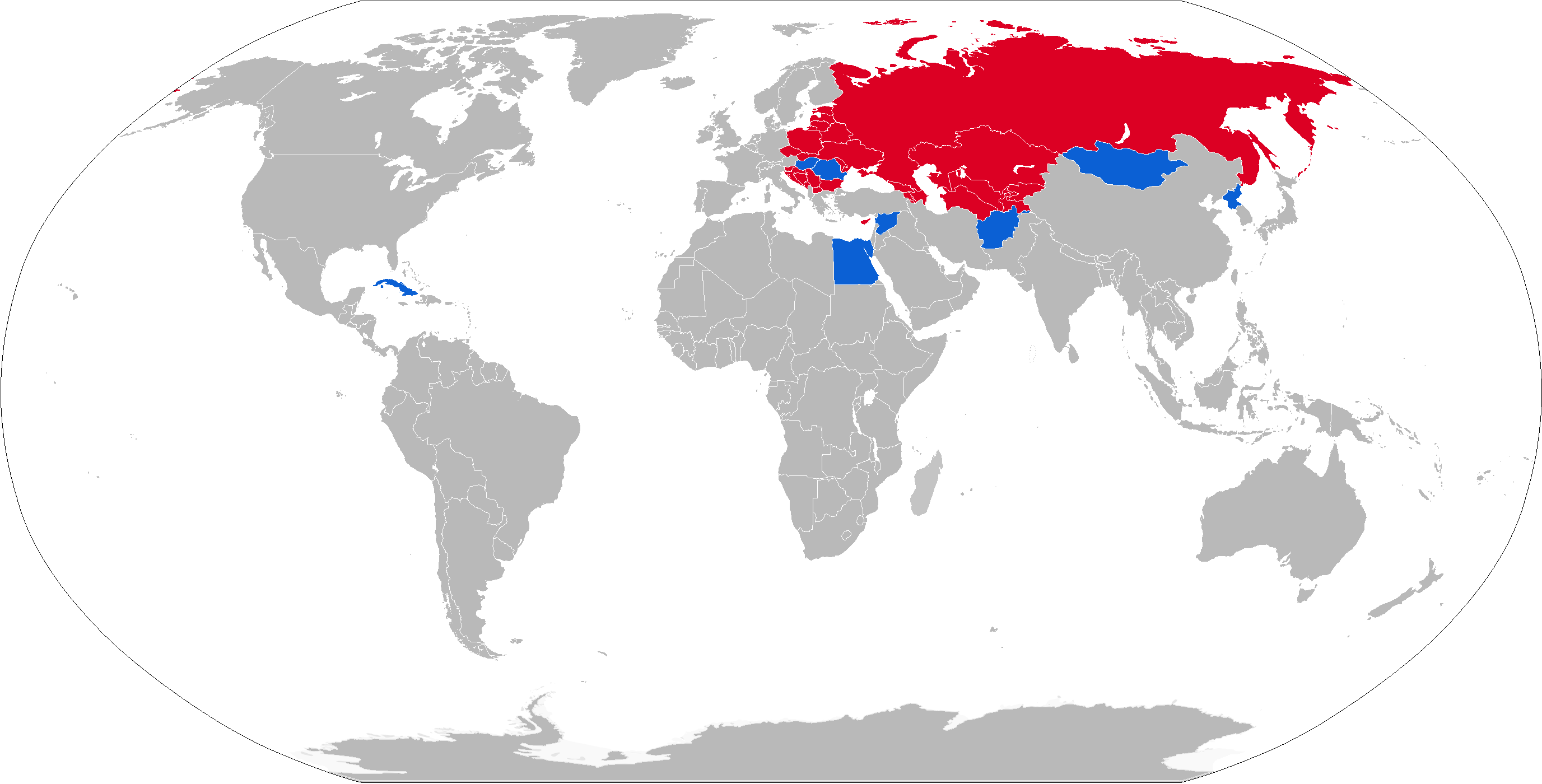
Niebieski – obecni użytkownicy (niezweryfikowane), czerwony – byli użytkownicy

- Izrael – Zdobył nieznaną ilość wyrzutni armii Egiptu i Syrii.
- Jugosławia – 500
- Kuba
- NRD
- Polska
- ZSRR